# Wilhelm-Galerie

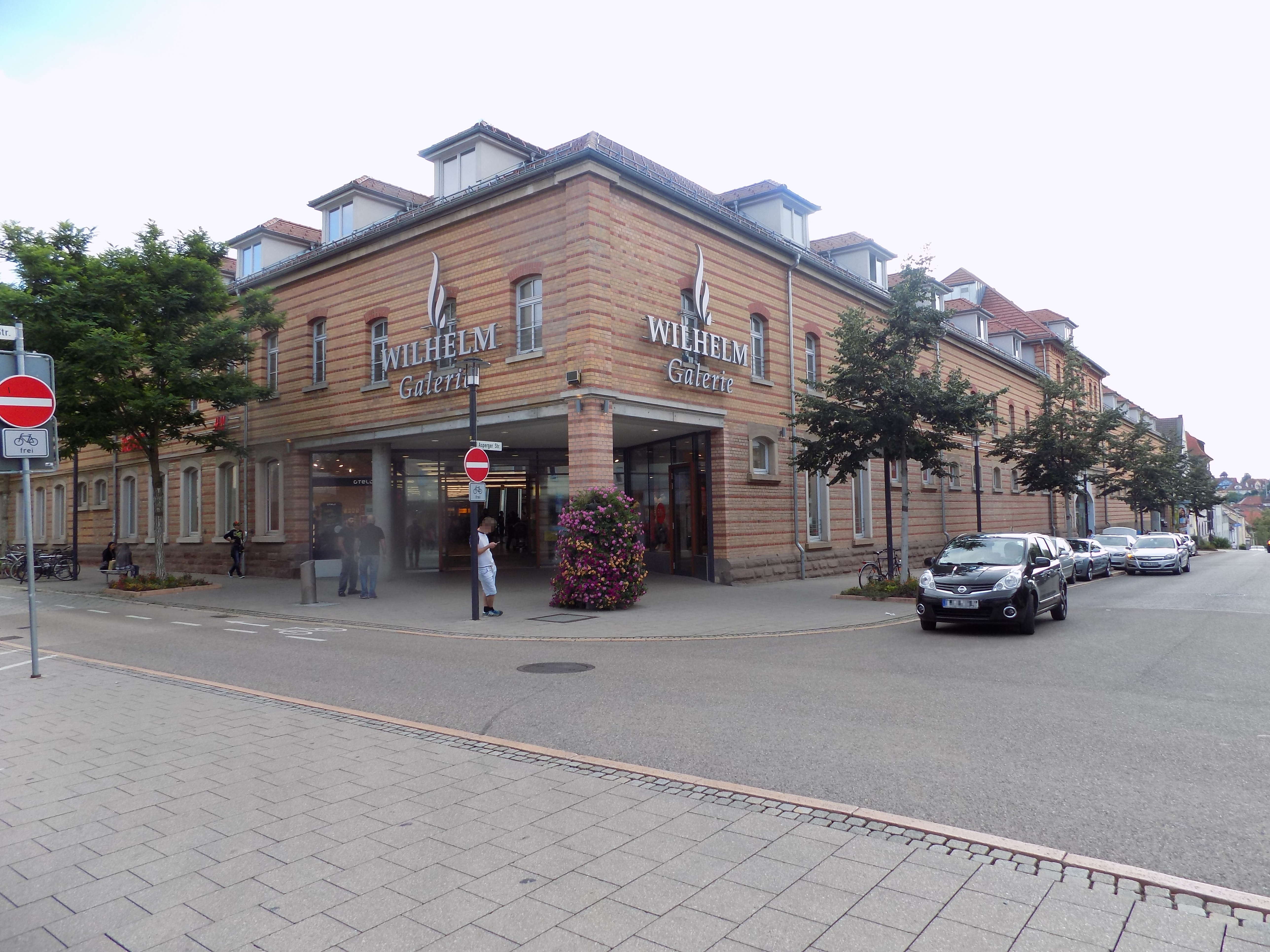
Die Wilhelm-Galerie in Ludwigsburg

Die unter Denkmalschutz stehende Wilhelm-Galerie (Eigenschreibweise WilhelmGalerie) steht in der Innenstadt der baden-württembergischen Stadt Ludwigsburg im weitläufigen Bereich der Wilhelm-, Hospital-, Körner- und Asperger Straße.

## Geschichte
Der als Ulanenkaserne erstmals 1856 urkundlich erwähnte Bau wurde mehrfach erweitert; die letzte größere Erstellungsmaßnahme ist 1915 belegt und ersetzte somit mehrere, an dieser Stelle bereits früher vorhandene Kasernen- und Magazinbauten. Der langgestreckte, dreigeschossige Massivbau wurde teilweise aus Sandsteinen errichtet. Eckrisalite zieren das Gebäude noch heute.

## Heutige Nutzung
Die Wilhelm-Galerie ist heute ein Einkaufszentrum. Das Gebäude, das in seinem Inneren von einem langgestreckten Oberlicht durchzogen ist, beinhaltet unter anderem Apotheken, Kleidungsgeschäfte und Restaurants.